# Relations entre l'Azerbaïdjan et la Jordanie
Les relations entre l'Azerbaïdjan et la Jordanie sont les relations extérieures entre la république d'Azerbaïdjan et le royaume hachémite de Jordanie.

## Histoire
Les relations diplomatiques entre les deux pays ont été établies en 1993. Un groupe de travail sur les relations interparlementaires entre l'Azerbaïdjan et la Jordanie fonctionne à  l'Assemblée nationale d'Azerbaïdjan. Le chef du groupe de travail est Nariman Aliyev.
L'Azerbaïdjan a une ambassade à Amman. La Jordanie a une ambassade à Bakou.